# Aguas Zarcas
Aguas Zarcas – miasto w Kostaryce, w prowincji Alajuela.

## Transport

### Transport drogowy
W mieście Aguas Zarcas przebiegają następujące drogi krajowe:
- Droga krajowa nr 4
- Droga krajowa nr 140
- Droga krajowa nr 250
- Droga krajowa nr 747
- Droga krajowa nr 749
- Droga krajowa nr 750
- Droga krajowa nr 751